# Kurije Dentat
Kurije Dentat, punim imenom Manije Kurije Dentat (Manius Curius Dentatus) bio je rimski konzul i plebejski junak koji je slavljen jer je pobjedonosno okončao ratove sa Samnićanima. Prema piscu Pliniju Starijem rođen je s već izraslim zubima prema kojim je i dobio cognomen ili nadimak Dentatus što u prijevodu s latinskog znači Zubati.
Kurije u politiku ulazi 290-ih pr. Kr. kao plebejski tribun. Sprječava donošenje Interrexa, zakona kojeg je predložio Apije Klaudije čija je namjera bila zabraniti plebejcima kandidaturu za konzula. Godine 290. pr. Kr. izabran je za konzula te pobjeđuje Samnićane i pobunjene Sabinjane. Zbog tih zasluga nagrađen je s čak dva trijumfa. Vrativši se s tih pohoda započinje velike arhitektonske projekte.
Godine 283. pr. Kr. izabran je i postavljen za pretora, a možda čak i konzula, nakon što je u bitci kod Arecijuma ubijen Kekilije Denter. Povjesničar Polibije navodi da je Dentat porazio i protjerao tamošnje Gale te time stvorio uvjete za koloniju na Seni. Kako je ponovno izabran za konzula 275. pr. Kr., Dentat se borio protiv epirskog kralja Pira u bitci kod Beneventa. Ta je bitka završila neodlučeno, ali je primorala Pira na povlačenje iz Italije. I sljedeće je godine izabran za konzula pa poražava Lukance za što je nagrađen ovacijom, manjim trijumfom. Godine 272. pr. Kr. izabran je za cenzora, dvije godine kasnije bio je jedan od dvojice povjerenika koji su nadgledali gradnju Anio Vetuse, drugog rimskog akvedukta, čiju je izgradnju financirao i iz vlastitog džepa. Tijekom gradnje tog akvedukta on umire.
Dentata antički izvori opisuju kao nepotkupljivog i štedljivog čovjeka, navodi se priča kako su mu Samniti poslali izaslanike s bogatim darovima kako bi na njega utjecali prilikom mirovnih pregovora. Kada su ga pronašli, vidjeli su da sjedi kraj ognjišta pržeći repe. Odbio je darove rekavši da više voli vladati vlasnicima zlata nego da sam bude vlasnik zlata. Nije se sigurno za izvor ove priče, ali mnogi vjeruju kako ju je ispričao i napisao Katon.